# Rozwiązanie akordu
Rozwiązanie akordu jest to poprowadzenie głosów tworzących akord dysonansowy w taki sposób, aby akordem następnym był akord konsonansowy. W praktyce rozwiązanie akordu jest rozwiązaniem dysonansu wchodzącym w jego skład. Może być uzyskane za pomocą różnych ruchów głosów.
Rozwiązanie najczęściej pełni funkcję rozładowania napięcia niesionego przez dysonujące współbrzmienie. W przypadku akordów w harmonii tonalnej pojęcie to ulega rozszerzeniu ze względu na funkcję harmoniczną danego akordu - obejmuje nie tylko rozwiązanie dysonujących interwałów w akordzie, ale także rozwiązanie napięcia harmonicznego związanego z pełnioną przez niego funkcją. Np. mówi się, że akord dominantowy "rozwiązuje się" na tonikę nawet w przypadku, kiedy dominanta nie ma postaci  dysonansu (jest nim dopiero dominanta z septymą), ale trójdźwięku, który sam w sobie jest współbrzmieniem konsonansowym. Opozycja pomiędzy narastaniem napięcia harmonicznego a jego rozładowywaniem przez rozwiązanie była jednym z ważniejszych środków formotwórczych w całej muzyce tonalnej.
Rozwiązaniem zwodniczym nazywa się takie rozwiązanie akordu dominantowego, które zamiast do durowej toniki, prowadzi do toniki szóstego stopnia, co może być najprostszą formą modulacji z tonacji durowej do równoległej molowej. Rozwiązanie akordu dysonansowego na inny akord dysonansowy nie powoduje zmniejszenia napięcia harmonicznego, ale wręcz jego wzrost zwłaszcza, że przeważnie wiąże się z modulacją do innej tonacji. Technika ta szczególnie chętnie używana była przez kompozytorów romantycznych a swoją kulminację znalazła w twórczości Richarda Wagnera, którego tzw. akord tristanowski wyznacza kres możliwości klasycznie pojmowanej harmonii tonalnej. Następnym krokiem mogła być już tylko całkowita rezygnacja z rozwiązania jako obowiązkowego następstwa dysonansu, czyli "autonomizacja dysonansu", co nastąpiło w twórczości Debussy'ego.